# Aire à signaux
 (avril 2024).
Si vous disposez d'ouvrages ou d'articles de référence ou si vous connaissez des sites web de qualité traitant du thème abordé ici, merci de compléter l'article en donnant les références utiles à sa vérifiabilité et en les liant à la section « Notes et références ».

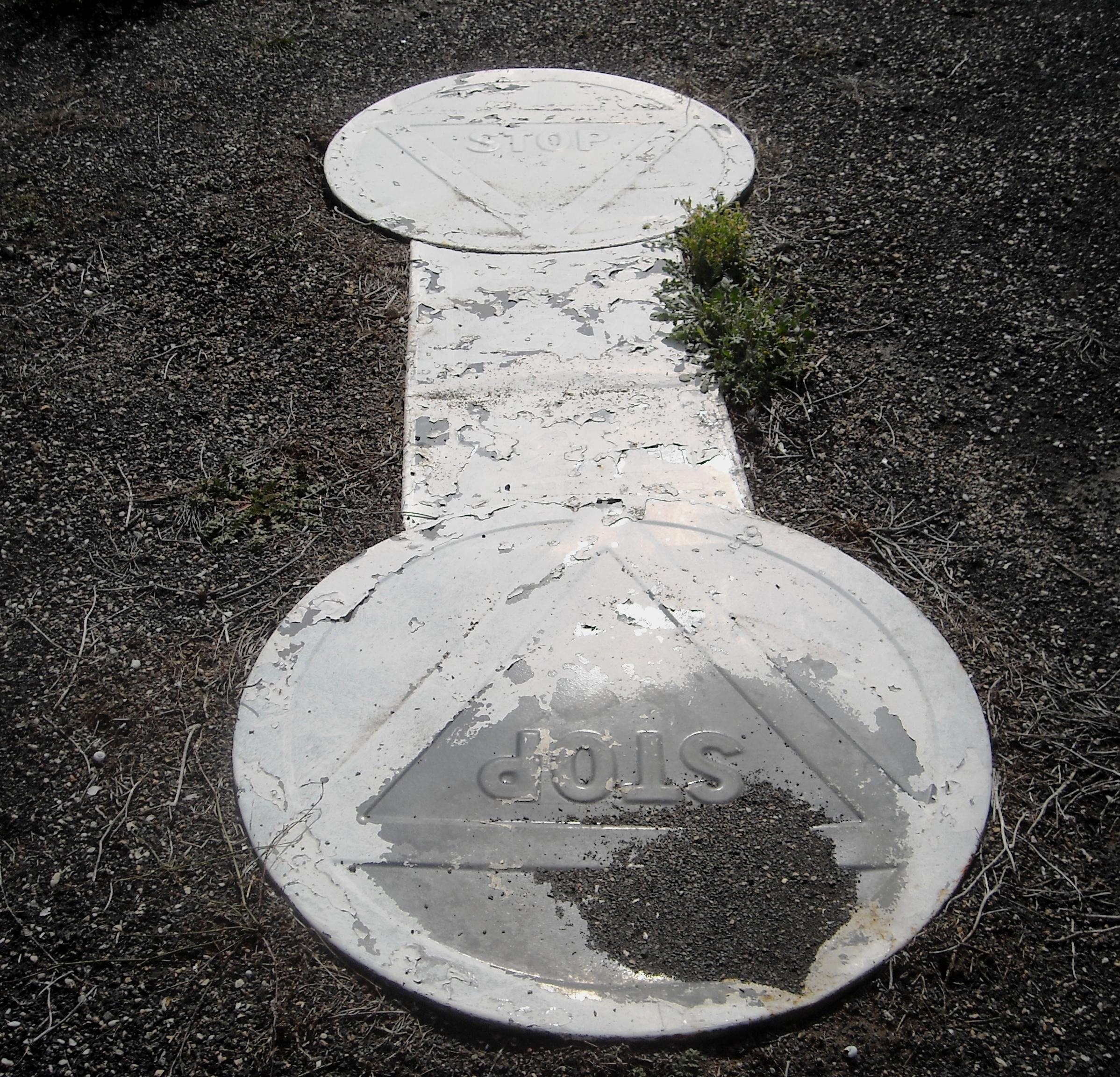
Circulation exclusivement sur la piste et les taxiways (aérodrome de Millau-Larzac).

Sur certains aérodromes, l’aire à signaux est un endroit, visible depuis les aéronefs à basse altitude, donnant grâce à des symboles, des informations utiles pour les pilotes, telles que la présence de planeur, la direction de l'atterrissage, etc.

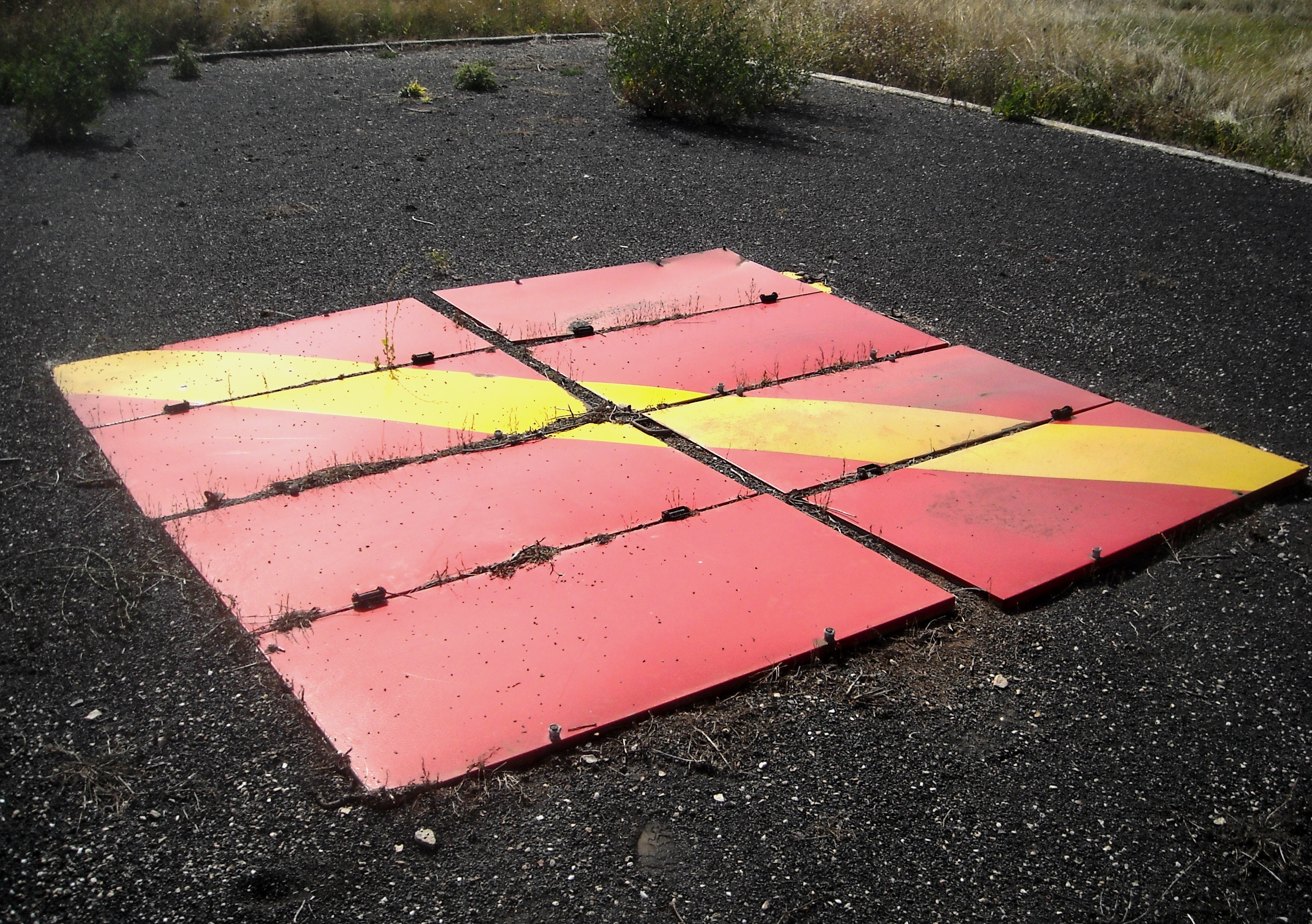
Précautions spéciales (aire à signaux de l'aérodrome de Millau-Larzac).